# فولفغانغ ماير (أستاذ جامعي)
فولفغانغ ماير (بالألمانية: Wolfgang Meyer)‏ هو عازف كلارينيت ألماني، ولد في 1954 في كرايلسهايم في ألمانيا، وتوفي في 17 مارس 2019 في كارلسروه في ألمانيا.

## وصلات خارجية
- فولفغانغ ماير على موقع ميوزك برينز (الإنجليزية)
- فولفغانغ ماير على موقع أول ميوزيك (الإنجليزية)
- فولفغانغ ماير على موقع ديسكوغز (الإنجليزية)
- فولفغانغ ماير على موقع ديسكوغز (الإنجليزية)